# Pickerington
Pickerington város az USA Ohio államában, Fairfield és Franklin megyében. Lakosainak száma 23 094 fő (2020. április 1.).

## Népesség
A település népességének változása:
| Lakosok száma | 18 291 | 20 402 | 23 094 |
|               | 2010   | 2017   | 2020   |